# Stryphnocopa trinotata
Stryphnocopa trinotata är en fjärilsart som beskrevs av Edward Meyrick 1920. Stryphnocopa trinotata ingår i släktet Stryphnocopa och familjen Lecithoceridae. Inga underarter finns listade i Catalogue of Life.